# طواف بلجيكا 2024
طواف بلجيكا 2024 (بالفرنسية: Tour de Belgique 2024) هو سباق دراجات هوائية، وهو الموسم الثالث والتسعين من طواف بلجيكا، وأقيم خلال الفترة من 12 يونيو 2024، وحتى 16 يونيو 2024 ضمن سباقات سلسلة سباقات الاتحاد الدولي للدراجات للمحترفين 2024.
فاز بالمركز الأول Søren Wærenskjold ‏، وفاز بالمركز الثاني وفي ترتيب النقاط للشباب Mathias Vacek ‏، بينما جاء اليكس ارانبورو في المركز الثالث، أما ترتيب الفرق، فقد فاز به موفيستار 2024 ‏، بينما فاز جاسبر فيليبسين بترتيب النقاط.

## الفرق
| فرق عالمية (9)- Alpecin-Deceuninck - Arkéa-B&B Hotels - Decathlon-AG2R La Mondiale - Intermarché-Wanty - Lidl-Trek - Movistar Team - Soudal Quick-Step - Team dsm-firmenich PostNL - Team Visma \| Lease a Bike فرق برو (9)- بنجوال باوليز ساوكس دبليو بي ‏ - Israel-Premier Tech - Lotto Dstny - Unibet Tietema Rockets ‏ - سبورت فلاندرين بالويس ‏ - تيم نوفو نورديسك ‏ - إيولو كوميت ‏ - TotalEnergies - أونو-إكس موبيليتي ‏ فرق قارية (5)- بيت سايكلنج ‏ - Philippe Wagner–Bazin ‏ - سوبرانو هام ايزوريكس 2024 ‏ - فولكر ويسيلز سيكلينج تيم 2024 ‏ - Baloise–Trek Lions ‏ فريق سايكلوكروس- باولس سوزين بينغوال ‏ |  |
| |  |

## المراحل
| قائمة المراحل | قائمة المراحل | قائمة المراحل                           | قائمة المراحل  | قائمة المراحل | قائمة المراحل      | قائمة المراحل      |
| المرحلة       | التاريخ       | الدورة                                  |                | المسافة (كم)  | الفائز بالمرحلة    | القائد العام       |
| ------------- | ------------- | --------------------------------------- | -------------- | ------------- | ------------------ | ------------------ |
| المرحلة 1     | 12 يونيو      | Beringen, Belgium ‏ – Beringen, Belgium ‏ | فردي ضد الساعة | 12            | Søren Wærenskjold ‏ | Søren Wærenskjold ‏ |
| المرحلة 2     | 13 يونيو      | Merelbeke ‏ – كنوكه- هايست               | مرحلة مستوية   | 185٫5         | تيم ميرلير         | Søren Wærenskjold ‏ |
| المرحلة 3     | 14 يونيو      | تُرَنْهَوت – Scherpenheuvel-Zichem ‏         | مرحلة مستوية   | 188٫2         | جاسبر فيليبسين     | Søren Wærenskjold ‏ |
| المرحلة 4     | 15 يونيو      | Durbuy ‏ – Durbuy ‏                       | مرحلة جبلية    | 177٫1         | اليكس ارانبورو     | Søren Wærenskjold ‏ |
| المرحلة 5     | 16 يونيو      | مدينة بروكسل – مدينة بروكسل             | مرحلة مستوية   | 186٫1         | تيم ميرلير         | Søren Wærenskjold ‏ |

## النتيجة

### مرحلة 1
هي مرحلة من نوع سباق زمن فردي، أقيمت في 12 يونيو 2024، وامتدّت لمسافة 12 كيلومتر. فاز بالمركز الأول، وتصدر ترتيب النقاط والترتيب العام Søren Wærenskjold ‏، أما ترتيب الفرق، فقد فاز به تريك سيغافريدو، وتصدر ترتيب الشباب Mathias Vacek ‏.
| التصنيف العام         | التصنيف العام      | التصنيف العام                 | التصنيف العام | التصنيف العام |
| العداء                | العداء             | الفريق                        | الوقت         |               |
| --------------------- | ------------------ | ----------------------------- | ------------- | ------------- |
| 1                     | Søren Wærenskjold ‏ | أونو-إكس موبيليتي ‏            | 13 د 24 ث     |               |
| 2                     | Mathias Vacek ‏     | تريك سيغافريدو                | + 2 ث         |               |
| 3                     | Rune Herregodts ‏   | انترمارشي وانتي جوبيرت ماتيرو | + 10 ث        |               |
| 4                     | Edoardo Affini ‏    | Team Visma \| Lease a Bike    | + 11 ث        |               |
| 5                     | Alec Segaert ‏      | لوتو سودال                    | + 12 ث        |               |
| 6                     | كاسبر أصغرين       | دكونيك كويك ستب               | + 14 ث        |               |
| 7                     | اليكس ارانبورو     | موفيستار                      | + 17 ث        |               |
| 8                     | جاسبر ستوفين       | تريك سيغافريدو                | + 17 ث        |               |
| 9                     | Daan Hoole ‏        | تريك سيغافريدو                | + 18 ث        |               |
| 10                    | جوزيف سيرني        | دكونيك كويك ستب               | + 21 ث        |               |
|                       |                    |                               |               |               |
| مصدر: ProCyclingStats |                    |                               |               |               |

### مرحلة 2
هي مرحلة مستوية، أقيمت في 13 يونيو 2024، وامتدّت لمسافة 185.5 كيلومتر. فاز بالمركز الأول تيم ميرلير، وتصدر ترتيب الشباب Mathias Vacek ‏، وتصدر ترتيب النقاط والترتيب العام Søren Wærenskjold ‏، أما ترتيب الفرق، فقد فاز به تريك سيغافريدو.
| التصنيف العام         | التصنيف العام      | التصنيف العام                 | التصنيف العام | التصنيف العام |
| العداء                | العداء             | الفريق                        | الوقت         |               |
| --------------------- | ------------------ | ----------------------------- | ------------- | ------------- |
| 1                     | Søren Wærenskjold ‏ | أونو-إكس موبيليتي ‏            | 4 س 12 د 43 ث |               |
| 2                     | Mathias Vacek ‏     | تريك سيغافريدو                | + 2 ث         |               |
| 3                     | Rune Herregodts ‏   | انترمارشي وانتي جوبيرت ماتيرو | + 13 ث        |               |
| 4                     | Alec Segaert ‏      | لوتو سودال                    | + 15 ث        |               |
| 5                     | جاسبر ستوفين       | تريك سيغافريدو                | + 17 ث        |               |
| 6                     | كاسبر أصغرين       | دكونيك كويك ستب               | + 17 ث        |               |
| 7                     | اليكس ارانبورو     | موفيستار                      | + 19 ث        |               |
| 8                     | Daan Hoole ‏        | تريك سيغافريدو                | + 21 ث        |               |
| 9                     | جوزيف سيرني        | دكونيك كويك ستب               | + 24 ث        |               |
| 10                    | Quentin Bezza ‏     | Philippe Wagner–Bazin ‏        | + 24 ث        |               |
|                       |                    |                               |               |               |
| مصدر: ProCyclingStats |                    |                               |               |               |

### مرحلة 3
هي مرحلة مستوية، أقيمت في 14 يونيو 2024، وامتدّت لمسافة 188.2 كيلومتر. فاز بالمركز الأول، وتصدر ترتيب النقاط جاسبر فيليبسين، وتصدر ترتيب الشباب Mathias Vacek ‏، وتصدر الترتيب العام Søren Wærenskjold ‏، أما ترتيب الفرق، فقد فاز به تريك سيغافريدو.
| التصنيف العام         | التصنيف العام      | التصنيف العام                 | التصنيف العام | التصنيف العام |
| العداء                | العداء             | الفريق                        | الوقت         |               |
| --------------------- | ------------------ | ----------------------------- | ------------- | ------------- |
| 1                     | Søren Wærenskjold ‏ | أونو-إكس موبيليتي ‏            | 8 س 18 د 54 ث |               |
| 2                     | Mathias Vacek ‏     | تريك سيغافريدو                | + 11 ث        |               |
| 3                     | Rune Herregodts ‏   | انترمارشي وانتي جوبيرت ماتيرو | + 22 ث        |               |
| 4                     | Alec Segaert ‏      | لوتو سودال                    | + 23 ث        |               |
| 5                     | جاسبر ستوفين       | تريك سيغافريدو                | + 25 ث        |               |
| 6                     | كاسبر أصغرين       | دكونيك كويك ستب               | + 26 ث        |               |
| 7                     | اليكس ارانبورو     | موفيستار                      | + 28 ث        |               |
| 8                     | Daan Hoole ‏        | تريك سيغافريدو                | + 30 ث        |               |
| 9                     | جاسبر فيليبسين     | البيسين فينيكس                | + 33 ث        |               |
| 10                    | دامين توزي         | أيه إل أم                     | + 34 ث        |               |
|                       |                    |                               |               |               |
| مصدر: ProCyclingStats |                    |                               |               |               |

### مرحلة 4
هي مرحلة جبلية، أقيمت في 15 يونيو 2024، وامتدّت لمسافة 177.1 كيلومتر. فاز بالمركز الأول اليكس ارانبورو، وتصدر الترتيب العام Søren Wærenskjold ‏، وتصدر ترتيب الشباب Mathias Vacek ‏، أما ترتيب الفرق، فقد فاز به موفيستار 2024 ‏، وتصدر ترتيب النقاط جاسبر فيليبسين.
| التصنيف العام         | التصنيف العام      | التصنيف العام                | التصنيف العام  | التصنيف العام |
| العداء                | العداء             | الفريق                       | الوقت          |               |
| --------------------- | ------------------ | ---------------------------- | -------------- | ------------- |
| 1                     | Søren Wærenskjold ‏ | أونو-إكس موبيليتي ‏           | 12 س 33 د 32 ث |               |
| 2                     | Mathias Vacek ‏     | تريك سيغافريدو               | + 2 ث          |               |
| 3                     | اليكس ارانبورو     | موفيستار                     | + 6 ث          |               |
| 4                     | جاسبر ستوفين       | تريك سيغافريدو               | + 16 ث         |               |
| 5                     | جاسبر فيليبسين     | البيسين فينيكس               | + 20 ث         |               |
| 6                     | كاسبر أصغرين       | دكونيك كويك ستب              | + 21 ث         |               |
| 7                     | دامين توزي         | أيه إل أم                    | + 25 ث         |               |
| 8                     | بير ستراند هاجينز  | Team Visma \| Lease a Bike   | + 25 ث         |               |
| 9                     | Alec Segaert ‏      | لوتو سودال                   | + 26 ث         |               |
| 10                    | Pier-André Côté ‏   | Israel Premier Tech Academy ‏ | + 35 ث         |               |
|                       |                    |                              |                |               |
| مصدر: ProCyclingStats |                    |                              |                |               |

### مرحلة 5
هي مرحلة مستوية، أقيمت في 16 يونيو 2024، وامتدّت لمسافة 186.1 كيلومتر. فاز بالمركز الأول تيم ميرلير، وتصدر الترتيب العام Søren Wærenskjold ‏، وتصدر ترتيب الشباب Mathias Vacek ‏، أما ترتيب الفرق، فقد فاز به موفيستار 2024 ‏، وتصدر ترتيب النقاط جاسبر فيليبسين.

## المشاركون
| Alpecin-Deceuninck ADC             | Alpecin-Deceuninck ADC | Alpecin-Deceuninck ADC |
| ---------------------------------- | ---------------------- | ---------------------- |
| م                                  | عداء                   | مرتبة                  |
| 1                                  | جاسبر فيليبسين         | 4                      |
| 2                                  | كوينتن هيرمانز         | 32                     |
| 3                                  | Senne Leysen ‏          | 99                     |
| 4                                  | Robbe Ghys ‏            | 75                     |
| 5                                  | Jonas Rickaert ‏        | 79                     |
| 6                                  | رامون سينكلدام         | 66                     |
| 7                                  | جياني فرميش            | 34                     |
| مدير الرياضة: Christoph Roodhooft ‏ |                        |                        |

| Soudal Quick-Step SOQ         | Soudal Quick-Step SOQ    | Soudal Quick-Step SOQ |
| ----------------------------- | ------------------------ | --------------------- |
| م                             | عداء                     | مرتبة                 |
| 11                            | تيم ميرلير               | 73                    |
| 12                            | كاسبر أصغرين (زمني فردي) | 6                     |
| 13                            | جوزيف سيرني              | 103                   |
| 14                            | Pepijn Reinderink ‏       | 38                    |
| 15                            | Bert Van Lerberghe ‏      | 82                    |
| 16                            | Warre Vangheluwe ‏        | 130                   |
| 17                            | Martin Svrček ‏           | 59                    |
| مدير الرياضة: Davide Bramati ‏ |                          |                       |

| Team Visma \| Lease a Bike TVL | Team Visma \| Lease a Bike TVL | Team Visma \| Lease a Bike TVL |
| ------------------------------ | ------------------------------ | ------------------------------ |
| م                              | عداء                           | مرتبة                          |
| 21                             | Olav Kooij ‏                    | 84                             |
| 22                             | توش فان دير ساندي              | 94                             |
| 23                             | Edoardo Affini ‏                | 97                             |
| 24                             | Mick van Dijke ‏                | 29                             |
| 25                             | Colby Simmons ‏                 | 77                             |
| 26                             | جوليان فيرموت                  | لم يبدأ-3                      |
| 27                             | بير ستراند هاجينز              | 9                              |
| مدير الرياضة: مارتن ينانتس     |                                |                                |

| Intermarché-Wanty IWA       | Intermarché-Wanty IWA | Intermarché-Wanty IWA |
| --------------------------- | --------------------- | --------------------- |
| م                           | عداء                  | مرتبة                 |
| 31                          | جيربن تايسن ‏          | 105                   |
| 32                          | مايك تيونسين          | 42                    |
| 33                          | Rune Herregodts ‏      | لم يبدأ-5             |
| 34                          | Laurenz Rex ‏          | 52                    |
| 35                          | لورينزو روتا          | 20                    |
| 36                          | Dries De Pooter ‏      | 93                    |
| 37                          | Gijs Van Hoecke ‏      | 80                    |
| مدير الرياضة: بيتر فانسبيوك |                       |                       |

| Lidl-Trek LTK                | Lidl-Trek LTK         | Lidl-Trek LTK |
| ---------------------------- | --------------------- | ------------- |
| م                            | عداء                  | مرتبة         |
| 41                           | جاسبر ستوفين          | 5             |
| 42                           | إدوارد ثيونس          | 71            |
| 43                           | Tim Declercq ‏         | 50            |
| 44                           | داريو كاتالدو         | 101           |
| 45                           | Daan Hoole ‏           | 14            |
| 46                           | فابيو فلين            | 39            |
| 47                           | Mathias Vacek ‏ (طريق) | 2             |
| مدير الرياضة: Adriano Baffi ‏ |                       |               |

| Arkéa-B&B Hotels ARK                       | Arkéa-B&B Hotels ARK | Arkéa-B&B Hotels ARK |
| ------------------------------------------ | -------------------- | -------------------- |
| م                                          | عداء                 | مرتبة                |
| 51                                         | جينثي بيرمانز ‏       | 57                   |
| 52                                         | Łukasz Owsian ‏       | لم يكمل السباق-5     |
| 53                                         | Matis Louvel ‏        | 47                   |
| 54                                         | Luca Mozzato ‏        | لم يبدأ-4            |
| 55                                         | Donavan Grondin ‏     | 81                   |
| 56                                         | ألان ريو ‏            | لم يكمل السباق-5     |
| 57                                         | مايلز سكوتسون        | 74                   |
| مدير الرياضة: Roger Tréhin ‏, Jimmy Turgis ‏ |                      |                      |

| Decathlon-AG2R La Mondiale DAT                 | Decathlon-AG2R La Mondiale DAT | Decathlon-AG2R La Mondiale DAT |
| ---------------------------------------------- | ------------------------------ | ------------------------------ |
| م                                              | عداء                           | مرتبة                          |
| 61                                             | بينوا كوسنيفروي                | 36                             |
| 62                                             | يجف دي بوندت                   | 60                             |
| 63                                             | Sander De Pestel ‏              | 30                             |
| 64                                             | Pierre Gautherat ‏              | 12                             |
| 65                                             | Aurélien Paret-Peintre ‏        | 19                             |
| 66                                             | Valentin Retailleau ‏           | لم يكمل السباق-5               |
| 67                                             | دامين توزي                     | 8                              |
| مدير الرياضة: Nicolas Guillé‏, أرتوراس كاسبوتيس |                                |                                |

| Movistar Team MOV            | Movistar Team MOV        | Movistar Team MOV |
| ---------------------------- | ------------------------ | ----------------- |
| م                            | عداء                     | مرتبة             |
| 71                           | اليكس ارانبورو           | 3                 |
| 72                           | Mathias Norsgaard ‏       | 76                |
| 73                           | Carlos Canal ‏            | 13                |
| 74                           | ريمي كافانيا (زمني فردي) | 61                |
| 75                           | سيرجيو ساميتيير          | 92                |
| 76                           | Iván Romeo ‏              | 15                |
| 77                           | غونزالو سيرانو           | لم يكمل السباق-5  |
| مدير الرياضة: يورغن رويلاندز |                          |                   |

| Team dsm-firmenich PostNL DFP  | Team dsm-firmenich PostNL DFP | Team dsm-firmenich PostNL DFP |
| ------------------------------ | ----------------------------- | ----------------------------- |
| م                              | عداء                          | مرتبة                         |
| 81                             | جون ديجينكولب                 | 43                            |
| 82                             | Robbe Dhondt ‏                 | 133                           |
| 84                             | Johan Dorussen ‏               | لم يكمل السباق-4              |
| 85                             | Patrick Eddy ‏                 | 132                           |
| 86                             | فابيو جاكوبسن                 | 131                           |
| 87                             | Bram Welten ‏                  | 121                           |
| مدير الرياضة: Bennie Lambregts‏ |                               |                               |

| سبورت فلاندرين بالويس ‏ TFB                                   | سبورت فلاندرين بالويس ‏ TFB | سبورت فلاندرين بالويس ‏ TFB |
| ------------------------------------------------------------ | -------------------------- | -------------------------- |
| م                                                            | عداء                       | مرتبة                      |
| 91                                                           | Kamiel Bonneu ‏             | 95                         |
| 92                                                           | Lars Craps ‏                | 123                        |
| 93                                                           | Lindsay De Vylder ‏         | 125                        |
| 94                                                           | Jules Hesters ‏             | لم يبدأ-3                  |
| 95                                                           | BEL                        | 17                         |
| 96                                                           | Vincent Van Hemelen ‏       | 45                         |
| 97                                                           | Ward Vanhoof ‏              | 40                         |
| مدير الرياضة: والتر بلانكايرت, هانز دي كليرك, Andy Missotten‏ |                            |                            |

| بنجوال باوليز ساوكس دبليو بي ‏ BWB       | بنجوال باوليز ساوكس دبليو بي ‏ BWB | بنجوال باوليز ساوكس دبليو بي ‏ BWB |
| --------------------------------------- | --------------------------------- | --------------------------------- |
| م                                       | عداء                              | مرتبة                             |
| 101                                     | Cériel Desal ‏                     | 68                                |
| 102                                     | Louka Matthys ‏                    | 64                                |
| 103                                     | Nathan Vandepitte ‏                | لم يكمل السباق-4                  |
| 104                                     | ساشا ويميس                        | لم يكمل السباق-4                  |
| 105                                     | Luca Van Boven ‏                   | 31                                |
| 106                                     | Kenneth Van Rooy ‏                 | 62                                |
| 107                                     | لويك فليجن                        | لم يكمل السباق-4                  |
| مدير الرياضة: Jean-Denis Vandenbroucke ‏ |                                   |                                   |

| Lotto Dstny LTD            | Lotto Dstny LTD           | Lotto Dstny LTD |
| -------------------------- | ------------------------- | --------------- |
| م                          | عداء                      | مرتبة           |
| 111                        | برنت فان موير             | 11              |
| 112                        | Alec Segaert ‏             | 7               |
| 113                        | سيباستيان غرينيار ‏        | 44              |
| 114                        | Logan Currie ‏ (زمني فردي) | 25              |
| 115                        | Liam Slock ‏               | 98              |
| 116                        | Lionel Taminiaux ‏         | 63              |
| 117                        | Jenno Berckmoes ‏          | 18              |
| مدير الرياضة: نيكولاس مايس |                           |                 |

| Israel-Premier Tech IPT   | Israel-Premier Tech IPT | Israel-Premier Tech IPT |
| ------------------------- | ----------------------- | ----------------------- |
| م                         | عداء                    | مرتبة                   |
| 121                       | Joseph Blackmore ‏       | 26                      |
| 122                       | Pier-André Côté ‏        | 10                      |
| 123                       | Oded Kogut ‏ (زمني فردي) | 102                     |
| 124                       | قاي ساقيف               | 119                     |
| 125                       | ويليام بويفن            | 33                      |
| 126                       | Riley Sheehan ‏          | 16                      |
| 127                       | توم فان أسبروك          | 41                      |
| مدير الرياضة: سيب فانمارك |                         |                         |

| TotalEnergies TEN              | TotalEnergies TEN  | TotalEnergies TEN |
| ------------------------------ | ------------------ | ----------------- |
| م                              | عداء               | مرتبة             |
| 131                            | بيير لاتور         | لم يكمل السباق-4  |
| 132                            | Geoffrey Soupe ‏    | 112               |
| 133                            | Thomas Gachignard ‏ | 22                |
| 134                            | Emilien Jeannière ‏ | 24                |
| 135                            | Jason Tesson ‏      | 110               |
| 136                            | أنتوني تورجيس      | 87                |
| 137                            | دريس فان جيستل     | 23                |
| مدير الرياضة: Lylian Lebreton ‏ |                    |                   |

| أونو-إكس موبيليتي ‏ UXM     | أونو-إكس موبيليتي ‏ UXM         | أونو-إكس موبيليتي ‏ UXM |
| -------------------------- | ------------------------------ | ---------------------- |
| م                          | عداء                           | مرتبة                  |
| 141                        | جوناس إبراهمسين ‏               | 67                     |
| 142                        | Martin Urianstad ‏              | 111                    |
| 143                        | Stian Fredheim ‏                | 127                    |
| 144                        | William Blume Levy ‏            | 96                     |
| 145                        | Erik Resell ‏                   | 88                     |
| 146                        | راسموس تيلر                    | 37                     |
| 147                        | Søren Wærenskjold ‏ (زمني فردي) | 1                      |
| مدير الرياضة: يسبر موركوف ‏ |                                |                        |

| Unibet Tietema Rockets ‏ TDT | Unibet Tietema Rockets ‏ TDT | Unibet Tietema Rockets ‏ TDT |
| --------------------------- | --------------------------- | --------------------------- |
| م                           | عداء                        | مرتبة                       |
| 151                         | Jelle Johannink ‏            | لم يبدأ-4                   |
| 152                         | Tomáš Kopecký (cyclist) ‏    | لم يكمل السباق-2            |
| 153                         | Axel Huens ‏                 | 55                          |
| 154                         | Hartthijs de Vries ‏         | لم يكمل السباق-5            |
| 155                         | نيكلاس بيديرسين ‏            | 108                         |
| 156                         | Abram Stockman ‏             | 54                          |
| 157                         | أندرياس ستوكبرو             | 21                          |
| مدير الرياضة: Julia Soek ‏   |                             |                             |

| تيم نوفو نورديسك ‏ TNN            | تيم نوفو نورديسك ‏ TNN              | تيم نوفو نورديسك ‏ TNN |
| -------------------------------- | ---------------------------------- | --------------------- |
| م                                | عداء                               | مرتبة                 |
| 161                              | سام براند                          | 122                   |
| 162                              | Alessandro Perracchione ‏           | 116                   |
| 163                              | Quinten De Graeve ‏                 | 115                   |
| 164                              | Declan Irvine ‏                     | 126                   |
| 165                              | Matyáš Kopecký ‏                    | 65                    |
| 166                              | Andrea Peron (cyclist, born 1988) ‏ | لم يكمل السباق-3      |
| 167                              | Nathan Smith‏                       | 134                   |
| مدير الرياضة: Gennady Mikhaylov ‏ |                                    |                       |

| إيولو كوميت ‏ PTK            | إيولو كوميت ‏ PTK     | إيولو كوميت ‏ PTK |
| --------------------------- | -------------------- | ---------------- |
| م                           | عداء                 | مرتبة            |
| 171                         | Davide Bais ‏         | 27               |
| 172                         | Erik Fetter ‏         | 28               |
| 173                         | Davide De Cassan ‏    | 58               |
| 175                         | Andrea Pietrobon ‏    | 46               |
| 176                         | ESP                  | 51               |
| 177                         | Diego Pablo Sevilla ‏ | 86               |
| مدير الرياضة: Biagio Conte ‏ |                      |                  |

| Baloise–Trek Lions ‏ TBL | Baloise–Trek Lions ‏ TBL | Baloise–Trek Lions ‏ TBL |
| ----------------------- | ----------------------- | ----------------------- |
| م                       | عداء                    | مرتبة                   |
| 181                     | Olivier Godfroid ‏       | 90                      |
| 182                     | NED                     | 89                      |
| 183                     | Joris Nieuwenhuis ‏      | 53                      |
| 184                     | Pim Ronhaar ‏            | لم يبدأ-1               |
| 185                     | Seppe Van Den Boer‏      | 83                      |
| 186                     | Lars van der Haar ‏      | 56                      |
| 187                     | BEL                     | لم يكمل السباق-5        |

| باولس سوزين بينغوال ‏ PSB     | باولس سوزين بينغوال ‏ PSB | باولس سوزين بينغوال ‏ PSB |
| ---------------------------- | ------------------------ | ------------------------ |
| م                            | عداء                     | مرتبة                    |
| 192                          | Kay De Bruyckere‏         | 78                       |
| 194                          | Eli Iserbyt ‏             | 35                       |
| 195                          | Yorben Lauryssen ‏        | 124                      |
| 197                          | Michael Vanthourenhout ‏  | 85                       |
| مدير الرياضة: ماريو دي كليرك |                          |                          |

| بيت سايكلنج ‏ BCY                 | بيت سايكلنج ‏ BCY           | بيت سايكلنج ‏ BCY |
| -------------------------------- | -------------------------- | ---------------- |
| م                                | عداء                       | مرتبة            |
| 201                              | Michiel Coppens ‏           | 118              |
| 202                              | NED                        | 113              |
| 203                              | Jochem Kerckhaert‏          | 106              |
| 204                              | فيسل كرول ‏                 | لم يبدأ-3        |
| 205                              | NED                        | لم يكمل السباق-4 |
| 206                              | Jeroen Van Krimpen‏         | 120              |
| 207                              | Daan van Sintmaartensdijk ‏ | لم يكمل السباق-4 |
| مدير الرياضة: Brian van Goethem ‏ |                            |                  |

| Philippe Wagner–Bazin ‏ PWB        | Philippe Wagner–Bazin ‏ PWB | Philippe Wagner–Bazin ‏ PWB |
| --------------------------------- | -------------------------- | -------------------------- |
| م                                 | عداء                       | مرتبة                      |
| 211                               | بيير باربييه               | لم يكمل السباق-4           |
| 212                               | رودي باربير                | لم يكمل السباق-4           |
| 213                               | BEL                        | لم يكمل السباق-5           |
| 214                               | Quentin Bezza ‏             | لم يكمل السباق-5           |
| 215                               | FRA                        | 129                        |
| 216                               | Tristan Scherpenbergh‏      | 136                        |
| 217                               | BEL                        | 104                        |
| مدير الرياضة: Pascal Pieterarens ‏ |                            |                            |

| سوبرانو هام ايزوريكس ‏ TIS   | سوبرانو هام ايزوريكس ‏ TIS | سوبرانو هام ايزوريكس ‏ TIS |
| --------------------------- | ------------------------- | ------------------------- |
| م                           | عداء                      | مرتبة                     |
| 221                         | Robbe Claeys‏              | 49                        |
| 222                         | Maxime De Poorter ‏        | لم يكمل السباق-3          |
| 223                         | تيموثي دوبونت             | لم يكمل السباق-4          |
| 224                         | جياني مارشان              | 72                        |
| 225                         | Thomas Joseph ‏            | 109                       |
| 226                         | Jacob Relaes‏              | 117                       |
| 227                         | Mauro Verwilt ‏            | 91                        |
| مدير الرياضة: Danny De Bie ‏ |                           |                           |

| فولكر ويسيلز سيلينج تيم ‏ VWT | فولكر ويسيلز سيلينج تيم ‏ VWT | فولكر ويسيلز سيلينج تيم ‏ VWT |
| ---------------------------- | ---------------------------- | ---------------------------- |
| م                            | عداء                         | مرتبة                        |
| 231                          | Finn Crockett ‏               | 100                          |
| 232                          | Stijn Daemen ‏                | 69                           |
| 233                          | NED                          | 128                          |
| 234                          | NED                          | 48                           |
| 235                          | Max Kroonen ‏                 | 135                          |
| 236                          | BEL                          | 70                           |
| 237                          | Thimo Willems ‏               | لم يكمل السباق-5             |
| مدير الرياضة: Wim Feys ‏      |                              |                              |

| Alpecin-Deceuninck ADC             | Alpecin-Deceuninck ADC | Alpecin-Deceuninck ADC |
| ---------------------------------- | ---------------------- | ---------------------- |
| م                                  | عداء                   | مرتبة                  |
| 1                                  | جاسبر فيليبسين         | 4                      |
| 2                                  | كوينتن هيرمانز         | 32                     |
| 3                                  | Senne Leysen ‏          | 99                     |
| 4                                  | Robbe Ghys ‏            | 75                     |
| 5                                  | Jonas Rickaert ‏        | 79                     |
| 6                                  | رامون سينكلدام         | 66                     |
| 7                                  | جياني فرميش            | 34                     |
| مدير الرياضة: Christoph Roodhooft ‏ |                        |                        |

| Soudal Quick-Step SOQ         | Soudal Quick-Step SOQ    | Soudal Quick-Step SOQ |
| ----------------------------- | ------------------------ | --------------------- |
| م                             | عداء                     | مرتبة                 |
| 11                            | تيم ميرلير               | 73                    |
| 12                            | كاسبر أصغرين (زمني فردي) | 6                     |
| 13                            | جوزيف سيرني              | 103                   |
| 14                            | Pepijn Reinderink ‏       | 38                    |
| 15                            | Bert Van Lerberghe ‏      | 82                    |
| 16                            | Warre Vangheluwe ‏        | 130                   |
| 17                            | Martin Svrček ‏           | 59                    |
| مدير الرياضة: Davide Bramati ‏ |                          |                       |

| Team Visma \| Lease a Bike TVL | Team Visma \| Lease a Bike TVL | Team Visma \| Lease a Bike TVL |
| ------------------------------ | ------------------------------ | ------------------------------ |
| م                              | عداء                           | مرتبة                          |
| 21                             | Olav Kooij ‏                    | 84                             |
| 22                             | توش فان دير ساندي              | 94                             |
| 23                             | Edoardo Affini ‏                | 97                             |
| 24                             | Mick van Dijke ‏                | 29                             |
| 25                             | Colby Simmons ‏                 | 77                             |
| 26                             | جوليان فيرموت                  | لم يبدأ-3                      |
| 27                             | بير ستراند هاجينز              | 9                              |
| مدير الرياضة: مارتن ينانتس     |                                |                                |

| Intermarché-Wanty IWA       | Intermarché-Wanty IWA | Intermarché-Wanty IWA |
| --------------------------- | --------------------- | --------------------- |
| م                           | عداء                  | مرتبة                 |
| 31                          | جيربن تايسن ‏          | 105                   |
| 32                          | مايك تيونسين          | 42                    |
| 33                          | Rune Herregodts ‏      | لم يبدأ-5             |
| 34                          | Laurenz Rex ‏          | 52                    |
| 35                          | لورينزو روتا          | 20                    |
| 36                          | Dries De Pooter ‏      | 93                    |
| 37                          | Gijs Van Hoecke ‏      | 80                    |
| مدير الرياضة: بيتر فانسبيوك |                       |                       |

| Lidl-Trek LTK                | Lidl-Trek LTK         | Lidl-Trek LTK |
| ---------------------------- | --------------------- | ------------- |
| م                            | عداء                  | مرتبة         |
| 41                           | جاسبر ستوفين          | 5             |
| 42                           | إدوارد ثيونس          | 71            |
| 43                           | Tim Declercq ‏         | 50            |
| 44                           | داريو كاتالدو         | 101           |
| 45                           | Daan Hoole ‏           | 14            |
| 46                           | فابيو فلين            | 39            |
| 47                           | Mathias Vacek ‏ (طريق) | 2             |
| مدير الرياضة: Adriano Baffi ‏ |                       |               |

| Arkéa-B&B Hotels ARK                       | Arkéa-B&B Hotels ARK | Arkéa-B&B Hotels ARK |
| ------------------------------------------ | -------------------- | -------------------- |
| م                                          | عداء                 | مرتبة                |
| 51                                         | جينثي بيرمانز ‏       | 57                   |
| 52                                         | Łukasz Owsian ‏       | لم يكمل السباق-5     |
| 53                                         | Matis Louvel ‏        | 47                   |
| 54                                         | Luca Mozzato ‏        | لم يبدأ-4            |
| 55                                         | Donavan Grondin ‏     | 81                   |
| 56                                         | ألان ريو ‏            | لم يكمل السباق-5     |
| 57                                         | مايلز سكوتسون        | 74                   |
| مدير الرياضة: Roger Tréhin ‏, Jimmy Turgis ‏ |                      |                      |

| Decathlon-AG2R La Mondiale DAT                 | Decathlon-AG2R La Mondiale DAT | Decathlon-AG2R La Mondiale DAT |
| ---------------------------------------------- | ------------------------------ | ------------------------------ |
| م                                              | عداء                           | مرتبة                          |
| 61                                             | بينوا كوسنيفروي                | 36                             |
| 62                                             | يجف دي بوندت                   | 60                             |
| 63                                             | Sander De Pestel ‏              | 30                             |
| 64                                             | Pierre Gautherat ‏              | 12                             |
| 65                                             | Aurélien Paret-Peintre ‏        | 19                             |
| 66                                             | Valentin Retailleau ‏           | لم يكمل السباق-5               |
| 67                                             | دامين توزي                     | 8                              |
| مدير الرياضة: Nicolas Guillé‏, أرتوراس كاسبوتيس |                                |                                |

| Movistar Team MOV            | Movistar Team MOV        | Movistar Team MOV |
| ---------------------------- | ------------------------ | ----------------- |
| م                            | عداء                     | مرتبة             |
| 71                           | اليكس ارانبورو           | 3                 |
| 72                           | Mathias Norsgaard ‏       | 76                |
| 73                           | Carlos Canal ‏            | 13                |
| 74                           | ريمي كافانيا (زمني فردي) | 61                |
| 75                           | سيرجيو ساميتيير          | 92                |
| 76                           | Iván Romeo ‏              | 15                |
| 77                           | غونزالو سيرانو           | لم يكمل السباق-5  |
| مدير الرياضة: يورغن رويلاندز |                          |                   |

| Team dsm-firmenich PostNL DFP  | Team dsm-firmenich PostNL DFP | Team dsm-firmenich PostNL DFP |
| ------------------------------ | ----------------------------- | ----------------------------- |
| م                              | عداء                          | مرتبة                         |
| 81                             | جون ديجينكولب                 | 43                            |
| 82                             | Robbe Dhondt ‏                 | 133                           |
| 84                             | Johan Dorussen ‏               | لم يكمل السباق-4              |
| 85                             | Patrick Eddy ‏                 | 132                           |
| 86                             | فابيو جاكوبسن                 | 131                           |
| 87                             | Bram Welten ‏                  | 121                           |
| مدير الرياضة: Bennie Lambregts‏ |                               |                               |

| سبورت فلاندرين بالويس ‏ TFB                                   | سبورت فلاندرين بالويس ‏ TFB | سبورت فلاندرين بالويس ‏ TFB |
| ------------------------------------------------------------ | -------------------------- | -------------------------- |
| م                                                            | عداء                       | مرتبة                      |
| 91                                                           | Kamiel Bonneu ‏             | 95                         |
| 92                                                           | Lars Craps ‏                | 123                        |
| 93                                                           | Lindsay De Vylder ‏         | 125                        |
| 94                                                           | Jules Hesters ‏             | لم يبدأ-3                  |
| 95                                                           | BEL                        | 17                         |
| 96                                                           | Vincent Van Hemelen ‏       | 45                         |
| 97                                                           | Ward Vanhoof ‏              | 40                         |
| مدير الرياضة: والتر بلانكايرت, هانز دي كليرك, Andy Missotten‏ |                            |                            |

| بنجوال باوليز ساوكس دبليو بي ‏ BWB       | بنجوال باوليز ساوكس دبليو بي ‏ BWB | بنجوال باوليز ساوكس دبليو بي ‏ BWB |
| --------------------------------------- | --------------------------------- | --------------------------------- |
| م                                       | عداء                              | مرتبة                             |
| 101                                     | Cériel Desal ‏                     | 68                                |
| 102                                     | Louka Matthys ‏                    | 64                                |
| 103                                     | Nathan Vandepitte ‏                | لم يكمل السباق-4                  |
| 104                                     | ساشا ويميس                        | لم يكمل السباق-4                  |
| 105                                     | Luca Van Boven ‏                   | 31                                |
| 106                                     | Kenneth Van Rooy ‏                 | 62                                |
| 107                                     | لويك فليجن                        | لم يكمل السباق-4                  |
| مدير الرياضة: Jean-Denis Vandenbroucke ‏ |                                   |                                   |

| Lotto Dstny LTD            | Lotto Dstny LTD           | Lotto Dstny LTD |
| -------------------------- | ------------------------- | --------------- |
| م                          | عداء                      | مرتبة           |
| 111                        | برنت فان موير             | 11              |
| 112                        | Alec Segaert ‏             | 7               |
| 113                        | سيباستيان غرينيار ‏        | 44              |
| 114                        | Logan Currie ‏ (زمني فردي) | 25              |
| 115                        | Liam Slock ‏               | 98              |
| 116                        | Lionel Taminiaux ‏         | 63              |
| 117                        | Jenno Berckmoes ‏          | 18              |
| مدير الرياضة: نيكولاس مايس |                           |                 |

| Israel-Premier Tech IPT   | Israel-Premier Tech IPT | Israel-Premier Tech IPT |
| ------------------------- | ----------------------- | ----------------------- |
| م                         | عداء                    | مرتبة                   |
| 121                       | Joseph Blackmore ‏       | 26                      |
| 122                       | Pier-André Côté ‏        | 10                      |
| 123                       | Oded Kogut ‏ (زمني فردي) | 102                     |
| 124                       | قاي ساقيف               | 119                     |
| 125                       | ويليام بويفن            | 33                      |
| 126                       | Riley Sheehan ‏          | 16                      |
| 127                       | توم فان أسبروك          | 41                      |
| مدير الرياضة: سيب فانمارك |                         |                         |

| TotalEnergies TEN              | TotalEnergies TEN  | TotalEnergies TEN |
| ------------------------------ | ------------------ | ----------------- |
| م                              | عداء               | مرتبة             |
| 131                            | بيير لاتور         | لم يكمل السباق-4  |
| 132                            | Geoffrey Soupe ‏    | 112               |
| 133                            | Thomas Gachignard ‏ | 22                |
| 134                            | Emilien Jeannière ‏ | 24                |
| 135                            | Jason Tesson ‏      | 110               |
| 136                            | أنتوني تورجيس      | 87                |
| 137                            | دريس فان جيستل     | 23                |
| مدير الرياضة: Lylian Lebreton ‏ |                    |                   |

| أونو-إكس موبيليتي ‏ UXM     | أونو-إكس موبيليتي ‏ UXM         | أونو-إكس موبيليتي ‏ UXM |
| -------------------------- | ------------------------------ | ---------------------- |
| م                          | عداء                           | مرتبة                  |
| 141                        | جوناس إبراهمسين ‏               | 67                     |
| 142                        | Martin Urianstad ‏              | 111                    |
| 143                        | Stian Fredheim ‏                | 127                    |
| 144                        | William Blume Levy ‏            | 96                     |
| 145                        | Erik Resell ‏                   | 88                     |
| 146                        | راسموس تيلر                    | 37                     |
| 147                        | Søren Wærenskjold ‏ (زمني فردي) | 1                      |
| مدير الرياضة: يسبر موركوف ‏ |                                |                        |

| Unibet Tietema Rockets ‏ TDT | Unibet Tietema Rockets ‏ TDT | Unibet Tietema Rockets ‏ TDT |
| --------------------------- | --------------------------- | --------------------------- |
| م                           | عداء                        | مرتبة                       |
| 151                         | Jelle Johannink ‏            | لم يبدأ-4                   |
| 152                         | Tomáš Kopecký (cyclist) ‏    | لم يكمل السباق-2            |
| 153                         | Axel Huens ‏                 | 55                          |
| 154                         | Hartthijs de Vries ‏         | لم يكمل السباق-5            |
| 155                         | نيكلاس بيديرسين ‏            | 108                         |
| 156                         | Abram Stockman ‏             | 54                          |
| 157                         | أندرياس ستوكبرو             | 21                          |
| مدير الرياضة: Julia Soek ‏   |                             |                             |

| تيم نوفو نورديسك ‏ TNN            | تيم نوفو نورديسك ‏ TNN              | تيم نوفو نورديسك ‏ TNN |
| -------------------------------- | ---------------------------------- | --------------------- |
| م                                | عداء                               | مرتبة                 |
| 161                              | سام براند                          | 122                   |
| 162                              | Alessandro Perracchione ‏           | 116                   |
| 163                              | Quinten De Graeve ‏                 | 115                   |
| 164                              | Declan Irvine ‏                     | 126                   |
| 165                              | Matyáš Kopecký ‏                    | 65                    |
| 166                              | Andrea Peron (cyclist, born 1988) ‏ | لم يكمل السباق-3      |
| 167                              | Nathan Smith‏                       | 134                   |
| مدير الرياضة: Gennady Mikhaylov ‏ |                                    |                       |

| إيولو كوميت ‏ PTK            | إيولو كوميت ‏ PTK     | إيولو كوميت ‏ PTK |
| --------------------------- | -------------------- | ---------------- |
| م                           | عداء                 | مرتبة            |
| 171                         | Davide Bais ‏         | 27               |
| 172                         | Erik Fetter ‏         | 28               |
| 173                         | Davide De Cassan ‏    | 58               |
| 175                         | Andrea Pietrobon ‏    | 46               |
| 176                         | ESP                  | 51               |
| 177                         | Diego Pablo Sevilla ‏ | 86               |
| مدير الرياضة: Biagio Conte ‏ |                      |                  |

| Baloise–Trek Lions ‏ TBL | Baloise–Trek Lions ‏ TBL | Baloise–Trek Lions ‏ TBL |
| ----------------------- | ----------------------- | ----------------------- |
| م                       | عداء                    | مرتبة                   |
| 181                     | Olivier Godfroid ‏       | 90                      |
| 182                     | NED                     | 89                      |
| 183                     | Joris Nieuwenhuis ‏      | 53                      |
| 184                     | Pim Ronhaar ‏            | لم يبدأ-1               |
| 185                     | Seppe Van Den Boer‏      | 83                      |
| 186                     | Lars van der Haar ‏      | 56                      |
| 187                     | BEL                     | لم يكمل السباق-5        |

| باولس سوزين بينغوال ‏ PSB     | باولس سوزين بينغوال ‏ PSB | باولس سوزين بينغوال ‏ PSB |
| ---------------------------- | ------------------------ | ------------------------ |
| م                            | عداء                     | مرتبة                    |
| 192                          | Kay De Bruyckere‏         | 78                       |
| 194                          | Eli Iserbyt ‏             | 35                       |
| 195                          | Yorben Lauryssen ‏        | 124                      |
| 197                          | Michael Vanthourenhout ‏  | 85                       |
| مدير الرياضة: ماريو دي كليرك |                          |                          |

| بيت سايكلنج ‏ BCY                 | بيت سايكلنج ‏ BCY           | بيت سايكلنج ‏ BCY |
| -------------------------------- | -------------------------- | ---------------- |
| م                                | عداء                       | مرتبة            |
| 201                              | Michiel Coppens ‏           | 118              |
| 202                              | NED                        | 113              |
| 203                              | Jochem Kerckhaert‏          | 106              |
| 204                              | فيسل كرول ‏                 | لم يبدأ-3        |
| 205                              | NED                        | لم يكمل السباق-4 |
| 206                              | Jeroen Van Krimpen‏         | 120              |
| 207                              | Daan van Sintmaartensdijk ‏ | لم يكمل السباق-4 |
| مدير الرياضة: Brian van Goethem ‏ |                            |                  |

| Philippe Wagner–Bazin ‏ PWB        | Philippe Wagner–Bazin ‏ PWB | Philippe Wagner–Bazin ‏ PWB |
| --------------------------------- | -------------------------- | -------------------------- |
| م                                 | عداء                       | مرتبة                      |
| 211                               | بيير باربييه               | لم يكمل السباق-4           |
| 212                               | رودي باربير                | لم يكمل السباق-4           |
| 213                               | BEL                        | لم يكمل السباق-5           |
| 214                               | Quentin Bezza ‏             | لم يكمل السباق-5           |
| 215                               | FRA                        | 129                        |
| 216                               | Tristan Scherpenbergh‏      | 136                        |
| 217                               | BEL                        | 104                        |
| مدير الرياضة: Pascal Pieterarens ‏ |                            |                            |

| سوبرانو هام ايزوريكس ‏ TIS   | سوبرانو هام ايزوريكس ‏ TIS | سوبرانو هام ايزوريكس ‏ TIS |
| --------------------------- | ------------------------- | ------------------------- |
| م                           | عداء                      | مرتبة                     |
| 221                         | Robbe Claeys‏              | 49                        |
| 222                         | Maxime De Poorter ‏        | لم يكمل السباق-3          |
| 223                         | تيموثي دوبونت             | لم يكمل السباق-4          |
| 224                         | جياني مارشان              | 72                        |
| 225                         | Thomas Joseph ‏            | 109                       |
| 226                         | Jacob Relaes‏              | 117                       |
| 227                         | Mauro Verwilt ‏            | 91                        |
| مدير الرياضة: Danny De Bie ‏ |                           |                           |

| فولكر ويسيلز سيلينج تيم ‏ VWT | فولكر ويسيلز سيلينج تيم ‏ VWT | فولكر ويسيلز سيلينج تيم ‏ VWT |
| ---------------------------- | ---------------------------- | ---------------------------- |
| م                            | عداء                         | مرتبة                        |
| 231                          | Finn Crockett ‏               | 100                          |
| 232                          | Stijn Daemen ‏                | 69                           |
| 233                          | NED                          | 128                          |
| 234                          | NED                          | 48                           |
| 235                          | Max Kroonen ‏                 | 135                          |
| 236                          | BEL                          | 70                           |
| 237                          | Thimo Willems ‏               | لم يكمل السباق-5             |
| مدير الرياضة: Wim Feys ‏      |                              |                              |

## التصنيف العام النهائي
| التصنيف العام         | التصنيف العام      | التصنيف العام                | التصنيف العام  | التصنيف العام |
| العداء                | العداء             | الفريق                       | الوقت          |               |
| --------------------- | ------------------ | ---------------------------- | -------------- | ------------- |
| 1                     | Søren Wærenskjold ‏ | أونو-إكس موبيليتي ‏           | 16 س 25 د 20 ث |               |
| 2                     | Mathias Vacek ‏     | تريك سيغافريدو               | + 4 ث          |               |
| 3                     | اليكس ارانبورو     | موفيستار                     | + 7 ث          |               |
| 4                     | جاسبر فيليبسين     | البيسين فينيكس               | + 17 ث         |               |
| 5                     | جاسبر ستوفين       | تريك سيغافريدو               | + 19 ث         |               |
| 6                     | كاسبر أصغرين       | دكونيك كويك ستب              | + 24 ث         |               |
| 7                     | Alec Segaert ‏      | لوتو سودال                   | + 26 ث         |               |
| 8                     | دامين توزي         | أيه إل أم                    | + 28 ث         |               |
| 9                     | بير ستراند هاجينز  | Team Visma \| Lease a Bike   | + 28 ث         |               |
| 10                    | Pier-André Côté ‏   | Israel Premier Tech Academy ‏ | + 35 ث         |               |
|                       |                    |                              |                |               |
| مصدر: ProCyclingStats |                    |                              |                |               |

### تصنيف النقاط
| تصنيف النقاط          | تصنيف النقاط       | تصنيف النقاط                  | تصنيف النقاط | تصنيف النقاط |
| العداء                | العداء             | الفريق                        | النقاط       |              |
| --------------------- | ------------------ | ----------------------------- | ------------ | ------------ |
| 1                     | جاسبر فيليبسين     | البيسين فينيكس                | 102 نقطة     |              |
| 2                     | تيم ميرلير         | دكونيك كويك ستب               | 79 نقطة      |              |
| 3                     | جيربن تايسن ‏       | انترمارشي وانتي جوبيرت ماتيرو | 48 نقطة      |              |
| 4                     | Olav Kooij ‏        | Team Visma \| Lease a Bike    | 47 نقطة      |              |
| 5                     | Lionel Taminiaux ‏  | لوتو سودال                    | 43 نقطة      |              |
| 6                     | اليكس ارانبورو     | موفيستار                      | 39 نقطة      |              |
| 7                     | Mathias Vacek ‏     | تريك سيغافريدو                | 37 نقطة      |              |
| 8                     | جاسبر ستوفين       | تريك سيغافريدو                | 34 نقطة      |              |
| 9                     | Søren Wærenskjold ‏ | أونو-إكس موبيليتي ‏            | 33 نقطة      |              |
| 10                    | Pierre Gautherat ‏  | أيه إل أم                     | 25 نقطة      |              |
|                       |                    |                               |              |              |
| مصدر: ProCyclingStats |                    |                               |              |              |

## تصنيف الفرق

### الفرق حسب الوقت
| تصنيف الفرق حسب الوقت | تصنيف الفرق حسب الوقت | تصنيف الفرق حسب الوقت | تصنيف الفرق حسب الوقت |
| الفريق                | الفريق                | الوقت                 |                       |
| --------------------- | --------------------- | --------------------- | --------------------- |
| 1                     | موفيستار              | 49 س 17 د 22 ث        |                       |
| 2                     | تريك سيغافريدو        | + 3 ث                 |                       |
| 3                     | لوتو سودال            | + 19 ث                |                       |
| 4                     | أيه إل أم             | + 52 ث                |                       |
| 5                     | إسرائيل - بريمير تيك  | + 1 د 16 ث            |                       |
|                       |                       |                       |                       |
| مصدر: ProCyclingStats |                       |                       |                       |

## تصانيف فرعية

### تصنيف أفضل شاب
| تصنيف أفضل شاب        | تصنيف أفضل شاب     | تصنيف أفضل شاب             | تصنيف أفضل شاب | تصنيف أفضل شاب |
| العداء                | العداء             | الفريق                     | الوقت          |                |
| --------------------- | ------------------ | -------------------------- | -------------- | -------------- |
| 1                     | Mathias Vacek ‏     | تريك سيغافريدو             | 16 س 25 د 24 ث |                |
| 2                     | Alec Segaert ‏      | لوتو سودال                 | + 22 ث         |                |
| 3                     | بير ستراند هاجينز  | Team Visma \| Lease a Bike | + 24 ث         |                |
| 4                     | Pierre Gautherat ‏  | أيه إل أم                  | + 39 ث         |                |
| 5                     | Iván Romeo ‏        | موفيستار                   | + 43 ث         |                |
| 6                     | Joseph Blackmore ‏  | إسرائيل - بريمير تيك       | + 1 د 08 ث     |                |
| 7                     | Pepijn Reinderink ‏ | دكونيك كويك ستب            | + 3 د 40 ث     |                |
| 8                     | Davide De Cassan ‏  | إيولو كوميت ‏               | + 7 د 01 ث     |                |
| 9                     | Martin Svrček ‏     | دكونيك كويك ستب            | + 7 د 32 ث     |                |
| 10                    | Matyáš Kopecký ‏    | تيم نوفو نورديسك ‏          | + 8 د 44 ث     |                |
|                       |                    |                            |                |                |
| مصدر: ProCyclingStats |                    |                            |                |                |

## وصلات خارجية
- الموقع الرسمي
- لمحة عن سباق طواف بلجيكا 2024 على موقع  ProCyclingStats   (برو  سايكلنج  ستاتس) - إحصاءات  محترفي  الدراجات.

- طواف بلجيكا 2024 على موقع إحصائيات الدراجات الإحترافية (الإنجليزية)